# 刘天贵
刘天贵（1950年4月—），男，汉族，宁夏平罗人，中华人民共和国政治人物，曾任宁夏回族自治区劳动和社会保障厅党组书记、厅长，宁夏回族自治区人大常委会副主任。